# Hyperhalosydna alleni
Hyperhalosydna alleni är en ringmaskart som först beskrevs av Francis Day 1934.  Hyperhalosydna alleni ingår i släktet Hyperhalosydna och familjen Polynoidae. Inga underarter finns listade i Catalogue of Life.